# 德克薩斯大學安德森癌症中心
德克薩斯大學安德森癌症中心（University of Texas MD Anderson Cancer Center，UT MDA），位於德克薩斯州休斯敦，創建於1941年。屬德克薩斯大學系統成員之一，是集合腫瘤臨床診斷、综合治療及基礎醫學研究於一體的大型專科醫院。德克薩斯大學安德森癌症中心是美國最大的癌症中心，也是美國最初的三個綜合癌症中心之一。
現任院長為Peter WT Pisters，2017年上任。

## 外部連結
- 德克薩斯大學安德森癌症中心 （页面存档备份，存于） （中文）
- 德克薩斯大學安德森癌症中心 （页面存档备份，存于） （英文）